# 圣洛朗多奈
圣洛朗多奈（法語：Saint-Laurent-d'Onay，法語發音：[sɛ̃ loʁɑ̃ dɔnɛ]）是法国德龙省的一个市镇，属于瓦朗斯区。

## 地理
圣洛朗多奈（45°10'56"N, 5°6'5"E）面积6.28 平方千米，位于法国奥弗涅-罗讷-阿尔卑斯大区德龙省，该省份为法国东南部内陆省份，北起顺时针与伊泽尔省、上阿尔卑斯省、上普罗旺斯阿尔卑斯省、沃克吕兹省和阿尔代什省接壤。
与圣洛朗多奈接壤的市镇（或旧市镇、城区）包括：勒沙隆、克雷波勒、蒙米拉勒、萨瓦斯河畔圣米歇尔、瓦莱尔巴斯。

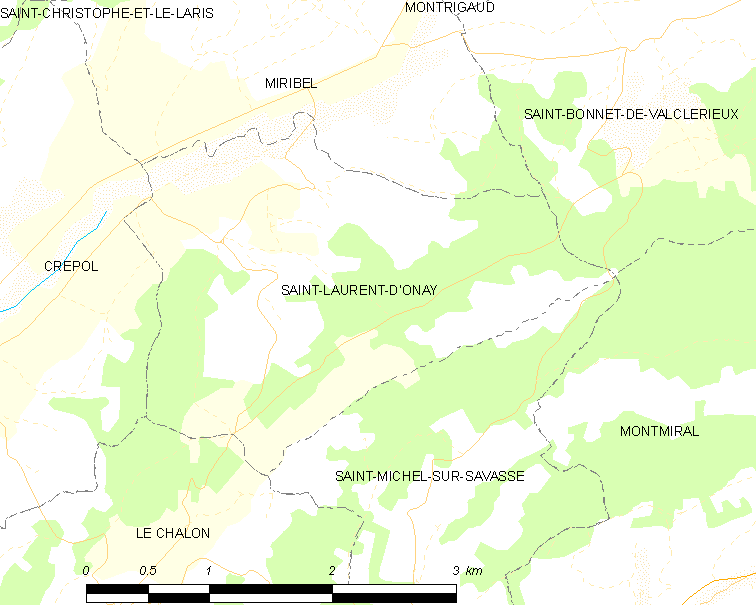
圣洛朗多奈的OSM定位图

圣洛朗多奈的时区为UTC+01:00、UTC+02:00（夏令时）。

## 行政
圣洛朗多奈的邮政编码为26350，INSEE市镇编码为26310。

## 政治
圣洛朗多奈所属的省级选区为丘陵德龙县。

## 人口

1962-2008年间圣洛朗多奈人口变化图示

圣洛朗多奈于2022年1月1日时的人口数量为157人。